# George Collier (1er baronnet)
Pour les articles homonymes, voir George Collier (homonymie).
George Ralph Collier est né en 1774 et mort le 24 mars 1824. Il participe ainsi aux guerres de la Révolution française, aux guerres napoléoniennes et à la guerre anglo-américaine de 1812.

## Biographie
George Collier connait une jeunesse pleine de rebondissements, s'échouant au début de sa carrière avant d'être capturé par les Français. Néanmoins, ses états de service attirent l'attention de haut gradés (parmi lesquels Lord Saint-Vincent) qui assurent ses promotions successives. 
D'une grande habileté, il remporte une victoire contre la corvette française Flèche au large de l'Égypte, malgré une puissance de feu inférieure. Il croise ensuite au large de l'Espagne et du Portugal, soutenant les généraux britanniques lors de la guerre d'indépendance espagnole et participant à leur succès. Ces bons états de service lui valent le poste de commandeur de l'escadre désignée pour partir en chasse des « super-frégates » américaines. Il rate de peu la capture de l'USS Constitution, et les circonstances troubles de sa perte le hantent pour le restant de ses jours. 
Les années de paix qui suivent les guerres napoléoniennes le voient recevoir le titre de baronnet et participer à l'éradication de la traite des Noirs. En 1823, la publication par l'historien naval William James de sa Naval History dans laquelle il le fustige pour son incompétence et sa couardise lors de son échec pour capturer la Constitution l'affectent énormément. Échouant à réhabiliter son nom, déprimé par les accusations, il se suicide en se tranchant la gorge le matin du 24 mars 1824.